# زندان سانته
زندان سانته (ترجمه دقیق: زندان سلامت) (فرانسوی: Maison d'arrêt de la Santé‎ یا [Prison de la Santé] Error: {{Lang}}: متن دارای نشانه‌گذاری ایتالیک است (راهنما)) زندانی است زیر نظر وزارت دادگستری فرانسه که در شرق مونت‌پرنس، شماره ۴۲ خیابان سانته در منطقه ۱۴ پاریس واقع شده است. . این زندان یکی از معروف‌ترین و امنیتی‌ترین زندان‌های کشور فرانسه است.
این زندان در کنار زندان فلوری-مروژیس (بزرگترین زندان در اروپا) و زندان فِرِن، که هر دو در حومه جنوبی پاریس قرار دارند، سومین زندان بزرگ فرانسه است.

## تاریخچه

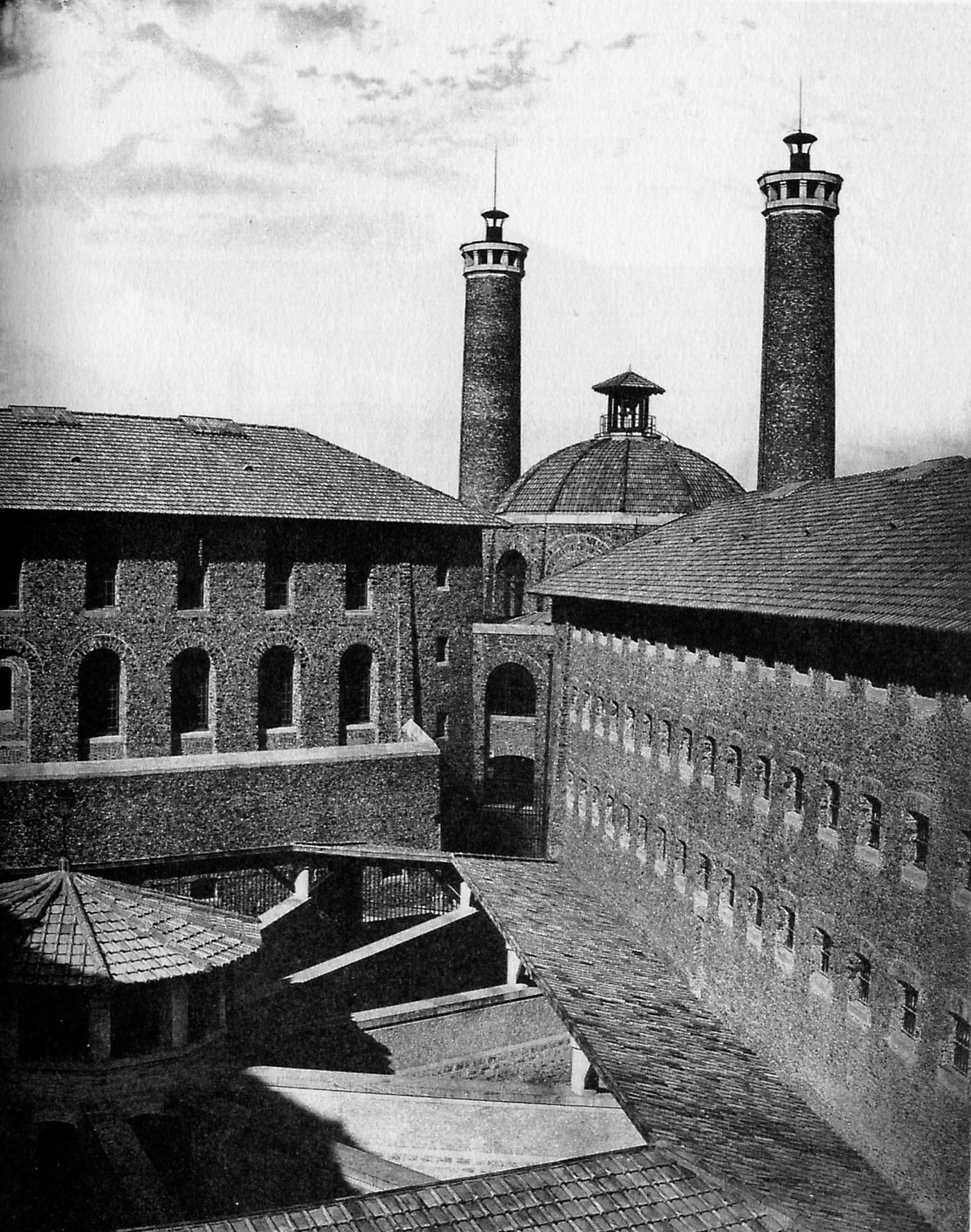
زندان سانته در قرن نوزدهم، عکس از شارل مرویل

در یک برنامه توسعه که از سال ۱۸۶۱ (میلادی) تا ۱۸۶۷ (میلادی) ادامه داشت. طراح و معماری به نام ژوزف آگوست امیل ودرومه را ساخت. این زندان، به جای بازار زغال سنگ قدیمی پاریس و صومعه‌ای که در جریان انقلاب فرانسه تبدیل به زندان شده بود قرار گرفت. پیش از این در سال ۱۶۵۱ (میلادی) خانه بهداشتی ساخته شده بود که امروز به نام مرکز بیمارستانی سنت آنه برپاست.
فیلم مشهور حفره اثر جاودان ژاک بکر در همین زندان ساخته شده است.

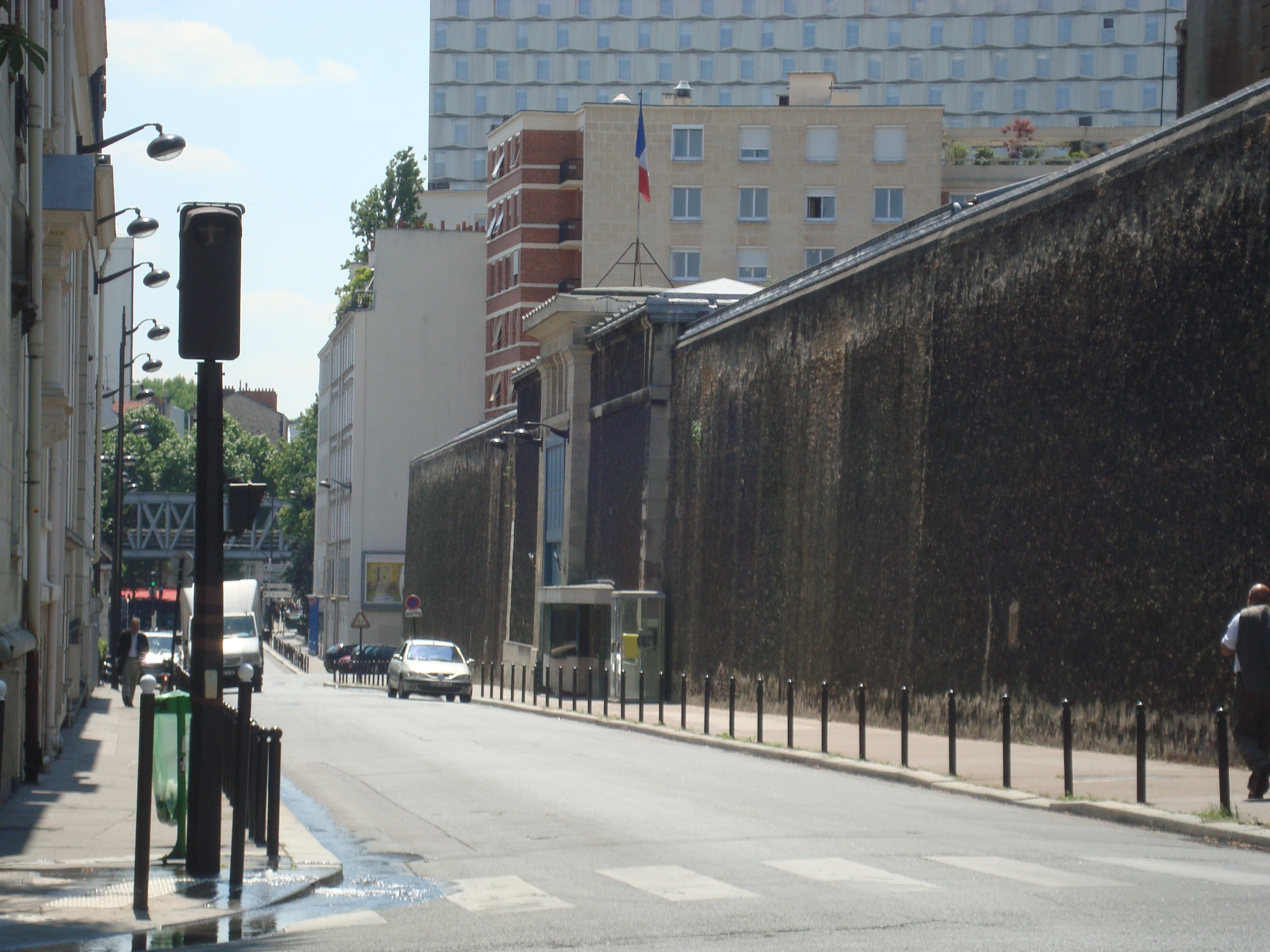
نمایی از زندان از خیابان سانته.
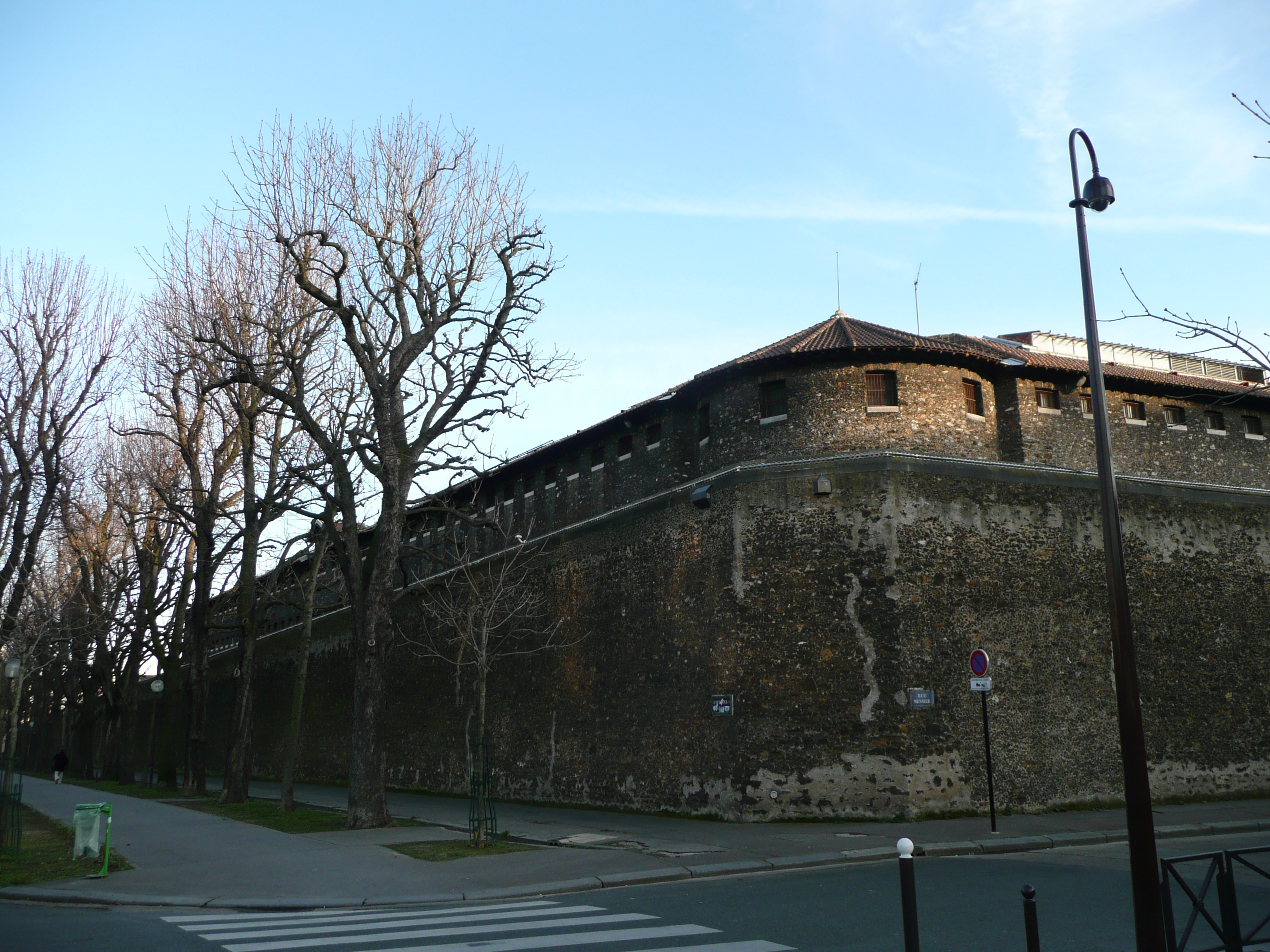
نمایی از زندان از بلوار آراگو.